# フレデリック・ハワード (実業家)
サー・フレデリック・ハワード（Sir Frederick Howard DL JP、1827年9月28日 - 1915年1月6日）は、イギリスの実業家で、兄ジェームズ ・ハワードとともにジェームズ・アンド・フレデリック・ハワード社をベッドフォードに設立した。

## 生涯
フレデリック・ハワードは、1827年9月28日に、ジョン・ハワードの一番下の息子として、ベッドフォードのコールドウェル・ハウス (Caldwell House) に住んでいたジョンと、母エリザベス・ハワードの間に生まれた。ハワードの両親は、非国教徒であり、彼はベッドフォードのウェスレー派メソジスト教会で、1827年10月25日に受洗した。ハワードは、ベッドフォード・モダン・スクールとベッドフォード・スクール（1839年 - 1841年）。
1851年、ハワードは父から、農機具の製造業を継承した。1857年には、後に庶民院議員となった兄ジェームズ ・ハワードとの共同事業として、ブリタニア製鉄所 (the Britannia Iron Works) をベッドフォードに開業し、さらにジェームズ・アンド・フレデリック・ハワード社を立ち上げた。ハワードは1895年にナイトに叙された。彼はベッドフォードシャー州の副統監や、ベッドフォードの治安判事に任じられた
1851年、フレデリック・ハワードは、エリザベス・ストリート (Elizabeth Street) と結婚してベッドフォードのカーディントン・ロード17番地 (17 Cardington Road) に定住し、夫妻の間には、少なくとも4人の娘たちと息子ひとりが生まれた。妻エリザベスは、夫より先に死去し、ハワードも1915年1月6日にベッドフォードで死去した。亡骸は、ベッドフォードシャー州カーディントンに埋葬された。